# آژانس اطلاعات برزیل
آژانس اطلاعات برزیل (به پرتغالی: Agência Brasileira de Inteligência, ABIN) و به انگلیسی Brazilian Intelligence Agency نهاد مرکزی سیستم اطلاعاتی برزیل (Sisbin) است.
آژانس اطلاعاتی برزیل، سرویس اطلاعاتی غیرنظامی برزیل و نهاد مرکزی سیستم اطلاعاتی برزیل (Sisbin) است. وظیفه اصلی آژانس بررسی تهدیدات واقعی و بالقوه و همچنین شناسایی فرصت‌های مورد علاقه جامعه و دولت برزیل و دفاع از حاکمیت دموکراتیک قانون و حاکمیت ملی است. 
آژانس اطلاعاتی برزیل آژانسی است که در ۷ دسامبر ۱۹۹۹، طبق قانون ۹٫۸۸۳/۱۹۹۹، در زمان ریاست جمهوری فرناندو هنریک کاردوسو ایجاد شد. وظیفه اصلی آژانس اطلاعاتی برزیل بررسی تهدیدات واقعی و بالقوه برای جامعه و دولت برزیل و دفاع از حاکمیت دموکراتیک قانون، حاکمیت برزیل است.